# Daniel Toijer
Johan Daniel Toijer, född 6 december 1890 i Örebro, död 14 maj 1979 i Vallentuna, var en svensk historiker och skolman. 
Efter studentexamen i Linköping 1910 blev Toijer filosofie kandidat 1914, filosofie magister 1916, filosofie licentiat 1922 och filosofie doktor 1930. Han var lärare vid Örebro missionsskola 1910–1911 och 1914–1916, vid Uppsala läns folkhögskola 1917–1918, vid Betelseminariet 1919–1920 och 1926–1929, vid Osby högre samskola 1920–1922, rektor vid Svenska skolan i Kina 1922–1925, tjänstgjorde vid Landsarkivet i Uppsala 1926, var lärare vid Palmgrenska samskolan i Stockholm 1926–1929, lektor i modersmål och historia vid högre allmänna läroverket i Visby 1929–1932, i samma ämnen i Kristinehamn från 1932 och tillika bibliotekarie vid läroverket samma år.
Toijer var ledamot av Visby domkapitel 1929–1932, av kyrkorådet i Kristinehamn från 1933, av kyrkofullmäktige från 1934, av styrelsen för föreläsningsföreningen 1934–1942, av folkskolestyrelsen och lönenämnden 1936–1938, ordförande i stadsbibliotekets styrelse från 1936 och i kommunala flickskolans styrelse från 1938.
Utöver nedanstående skrifter utgav Toijer även Peter Björkmans Beskrifning öfver Wermland med inledning och kommentar (2, 1945). Han skrev även artiklar i tidningar och tidskrifter rörande Kinas politik, kultur och historia samt recensioner.
Toijer ingick 1922 äktenskap med Maia Löfberg (1892–1942) och 1944 med Elisabet Löfberg (1894–1968). Han var far till Ying Toijer-Nilsson. Makarna Toijer är gravsatta på Gamla kyrkogården i Kristinehamn.